# Hedevig Rosing
Hedevig Sophie Rosing (16 de mayo de 1827 - 30 de noviembre de 1913) fue una autora, educadora, fundadora de una escuela y sufragista noruega nacida en Dinamarca. Se especializó en la enseñanza de sordomudos . Fue la primera mujer en enseñar en las escuelas públicas de Copenhague.

## Biografía
Rosing nació el 16 de mayo de 1827 en Horsens, Dinamarca.Creció en el centro de Jutlandia, donde trabajó como institutriz . En 1860, se convirtió en la primera mujer maestra en las escuelas públicas de Copenhague. En 1865, Rosing viajó a Noruega para visitar a su familia. El 9 de septiembre de ese año se casó con su primo, el maestro de escuela agrícola noruego, Anton Rosing (1828-1867), y emigró a Noruega. Dos años después, enviudó. Habiéndose mudado a Oslo después de la muerte de su esposo, Rosing comenzó a enseñar en una escuela primaria en 1868.
En la ciudad capital conoció los temas de equidad de la mujer y los importantes para los docentes. Allí fue donde conoció a Fredrik Glad Balchen, un pionero en la educación de los sordomudos, que había desarrollado un método para enseñar a las personas sordas. En 1872, se convirtió en maestra en el instituto de Balchen. Durante su tiempo aquí, hizo un plan para establecer su propia escuela para sordomudos utilizando un "método oral más puro". En el verano de 1880, con financiación de becas públicas, visitó varios países para estudiar sus métodos de enseñanza para sordos y, como única representante de los países nórdicos, asistió al Segundo Congreso Internacional de Educación de Sordos .
En 1881, renunció a su plan de crear una pequeña escuela familiar, porque no pudo obtener el apoyo estatal después de la aprobación de la Ley de Escuelas Anormales de ese año. Pero usando un subsidio estatal, fundó la Escuela del Habla para Sordomudos de Fru Rosing en 1881. Utilizando el "método de habla pura", se ubicó por primera vez en "Little Bloksbjerg", en Briskeby, Oslo, reubicándose tres años más tarde en "Høien" en St. Hanshaugen. Lo manejó hasta 1895, cuando se jubiló con la pensión más grande (1200 SEK ; 1200 DKK ) que jamás se haya otorgado a una mujer en Noruega. Fue miembro (la única mujer) de la comisión escolar creada por el ministro Johan Sverdrup que debía preparar la Ley de Folkeskole de 1889.
Rosing publicó dos colecciones de los documentos de su difunto esposo, Ungdomstid og Reiseliv (1869) y Anton Rosings Alvorsliv (1871), así como el relato de su padre sobre su trabajo como sacerdote en Gran Bretaña con prisioneros de guerra daneses-noruegos durante el período de 1807 hasta 1814.
También escribió una serie de piezas sobre la vida popular y la historia. 
Dos libros escolares tuvieron mucho éxito, Barnets første bog (1879 y varias ediciones posteriores) y Veiledning ved undervisning i samtidig læsning og skrivning efter lydog stavemethoden (Orientación sobre la enseñanza de la lectura y la escritura simultáneas según el método del sonido y la ortografía). Escribió varios artículos sobre la enseñanza de sordomudos, así como artículos sobre educación infantil, maestros de escuela, educación femenina y mujeres en la sociedad.
Con Fredrikke Marie Qvam, Gina Krog, Aasta Hansteen y otras, Rosing fue líder en el movimiento por el sufragio femenino de Noruega. En 1908, fue una de las representantes noruegas que asistieron a la Cuarta Conferencia de la Alianza Internacional por el Sufragio Femenino en Ámsterdam . Además Rosing era miembro de la Asociación Nacional de Molino de Viento, la Asociación Noruega de Profesores Sordos y la Asociación de Sordos en Kristiania y de la junta de Oslo Døveforening hasta 1896.
Murió el 30 de noviembre de 1913 en Oslo y está enterrada en el Cementerio de Nuestro Salvador de esa ciudad junto con su esposo.

## Premios y reconocimientos
- 1907, Medalla del Consejo Ciudadano en Plata[1][2]

## Publicaciones seleccionadas
- Ungdomstid og Reiseliv. Udvalg de Anton Rosings Breve og Optegnelser , 1869
- Anton Rosings Alvorsliv. Et Minde , 1871
- Livet paa de engelske Fangeskibe 1807–14, 1875
- Facturado-ABC i Farvetryk, 1876
- Nogle Ord om de Døvstumme, 1878
- Barnets første Bog. Med 58 Facturado , 1879 (20ª edición 1916)
- Veiledning ved Undervisning i samtidig Læsning og Skrivning efter Lyd- og Stave-Methoden, 1879
- Om Døvstumes Undervisning, 1883
- Udkast til Læsebog para Døve Børn i de første Skoleaar, 1884
- Udkast til Læsebog para døve Børn i Mellemklassene, 1887
- En lieden Religionsbog hasta Skolebrug, 1890
- 1878-1903. De døves forenings 25-aars jubilæum. Et festskrift , 1903